# Таранто (провинция)
Та́ранто (итал. Provincia di Taranto, тарант. Provinge de Tarde) — провинция в Италии, в области Апулия. Столица — город Таранто. Площадь провинции составляет 2437 кв.км., население — 578 тысяч человек (2001). В провинцию входят 29 коммун. На гербе провинции изображён скорпион, по легенде, предложенный Пирром.

## История
Область была заселена греками как часть Великой Греции и позже завоёвана римлянами.
Скорпион на гербе провинции используется с древних времён и приписывается Пирру, который сражался с Таранто против Рима, но самое раннее известное использование паукообразного на гербе относится к 400 году нашей эры.
После объединения Италии была сформирована провинция Лечче, от которой 23 сентября 1923 года была отделена западная часть, изначально называвшаяся Ионикой (итал. Provincia Jonia), но в 1951 году была переименована в Таранто.

## География
Провинция в основном покрыта равнинами, меньшую часть занимают холмы. Равнины простираются вдоль побережья Ионического моря до 15 км вглубь материка, заканчиваясь карстовым плато Мурджия, входящим в Список всемирного наследия ЮНЕСКО. Наивысшая точка плато находится на высоте 505 метров над уровнем моря.

### Крупнейшие города
По состоянию на 30 апреля 2014 года:
| Позиция | Герб | Город          | Население, чел. | Площадь, кв.км. | Плотность, чел./кв.км. |
| ------- | ---- | -------------- | --------------- | --------------- | ---------------------- |
| 1       |      | Таранто        | 205 000         | 209,64          | 967,6                  |
| 2       |      | Мартина-Франка | 49 000          | 295,49          | 165,7                  |
| 3       |      | Массафра       | 33 000          | 125,62          | 259,1                  |
| 4       |      | Гротталье      | 32 000          | 101,63          | 318,8                  |
| 5       |      | Мандурия       | 31 000          | 178,06          | 178,0                  |